# Arnhem Falcons 2017
Questa voce raccoglie le informazioni riguardanti gli Arnhem Falcons nelle competizioni ufficiali della stagione 2017.

## Eredivisie 2017

### Stagione regolare
| 19 febbraio 2017, ore 14:00 1ª giornata | Spijkenisse Scouts | 0 – 25 | Arnhem Falcons |  |

| 12 marzo 2017, ore 14:00 3ª giornata | Arnhem Falcons | 0 – 39 | Amsterdam Crusaders |  |

| 26 marzo 2017, ore 15:00 5ª giornata | Arnhem Falcons | 13 – 18 | Groningen Giants |  |

| 9 aprile 2017 7ª giornata | Lightning Leiden | 48 – 13 | Arnhem Falcons |  |

| 16 aprile 2017, ore 14:00 8ª giornata | Arnhem Falcons | 29 – 22 | 010 Trojans |  |

| 23 aprile 2017, ore 14:00 9ª giornata | Arnhem Falcons | 15 – 20 | Hilversum Hurricanes |  |

| Rotterdam 28 maggio 2017, ore 14:00 13ª giornata | 010 Trojans | 40 – 20 | Arnhem Falcons | Sportpark de Vaan |

| Loosdrecht 11 giugno 2017, ore 14:00 14ª giornata | Hilversum Hurricanes | 26 – 9 | Arnhem Falcons |  |

## Statistiche di squadra
| Competizione      | %Vittorie | In casa | In casa | In casa | In casa | In casa | In casa | In trasferta | In trasferta | In trasferta | In trasferta | In trasferta | In trasferta | Totale | Totale | Totale | Totale | Totale | Totale |
| Competizione      | %Vittorie | G       | V       | N       | P       | Pf      | Ps      | G            | V            | N            | P            | Pf           | Ps           | G      | V      | N      | P      | Pf     | Ps     |
| ----------------- | --------- | ------- | ------- | ------- | ------- | ------- | ------- | ------------ | ------------ | ------------ | ------------ | ------------ | ------------ | ------ | ------ | ------ | ------ | ------ | ------ |
| Stagione regolare | .250      | 4       | 1       | 0       | 3       | 57      | 99      | 4            | 1            | 0            | 3            | 114          | 76           | 8      | 2      | 0      | 6      | 124    | 213    |
| Totale            | .250      | 4       | 1       | 0       | 3       | 57      | 99      | 4            | 1            | 0            | 3            | 114          | 103          | 8      | 2      | 0      | 6      | 124    | 213    |